# Valkeiskylän ja Ventojoen metsät
Valkeiskylän ja Ventojoen metsät este o arie protejată (arie specială de conservare — SAC, sit de importanță comunitară — SCI) din Finlanda întinsă pe o suprafață de 78 ha, integral pe uscat.

## Localizare
Centrul sitului Valkeiskylän ja Ventojoen metsät este situat la coordonatele 63°24′22″N 26°47′49″E / 63.4061°N 26.7969°E.

## Înființare
Situl Valkeiskylän ja Ventojoen metsät a fost declarat sit de importanță comunitară în august 1998 pentru a proteja un număr necunoscut de specii din flora spontană și fauna sălbatică aflate în arealul zonei. Situl a fost protejat și ca arie specială de conservare în aprilie 2015.

## Biodiversitate
Situată în ecoregiunea boreală, aria protejată conține 3 habitate naturale: Cursuri de apă de la nivel de câmpie la nivel montan, cu vegetație Ranunculion fluitantis și Callitricho-Batrachion, Taiga vestică, Mlaștini împădurite.
La baza desemnării sitului se află un număr nedeclarat de specii protejate.
Pe lângă speciile protejate, pe teritoriul sitului au mai fost identificate 1 specie de păsări.